# 110-я пехотная дивизия (вермахт)
110-я пехотная дивизия — тактическое соединение сухопутных войск вооружённых сил нацистской Германии периода Второй мировой войны.

## Боевой путь дивизии
Сформирована в городе Люнебург, Германия, в декабре 1940 года, с мая 1941 года — на Востоке. Участвовала в операции Барбароса в составе группы армий «Центр»
В октябре — декабре 1941 года действовала в районе Калинина, затем под Ржевом. В конце октября 1942 года находилась на Ржевском плацдарме в составе 23-го армейского корпуса 9-й армии.
В октябре 1943 года в состав 110-й пехотной дивизии включены в качестве дивизионной группы остатки 321-й пехотной дивизии. В июле 1944 года разгромлена в группе армий «Центр» в ходе операции Багратион.

## Состав
- 252-й пехотный полк;
- 254-й пехотный полк;
- 255-й пехотный полк;
- 120-й артиллерийский полк;
- 110-й противотанковый артиллерийский дивизион;
- 110-й разведывательный батальон;
- 110-й инженерный батальон.

## Командиры дивизии
- 10 декабря 1940 — 24 января 1942 — генерал-лейтенант Эрнст Зайферт (нем. Ernst Seifert)
- 1 февраля 1942 — 1 июня 1943 — генерал-лейтенант Мартин Гильберт (нем. Martin Gilbert)
- 1 июня 1943 — 25 сентября 1943 — генерал-лейтенант Эберхард фон Куровский (нем. Eberhard von Kurowski)
- 25 сентября 1943 — 1 декабря 1943 — генерал-лейтенант Альбрехт Вустенхаген (нем. Albrecht Wüstenhagen)
- 1 декабря 1943 — 11 мая 1944 — генерал-лейтенант Эберхард фон Куровский (нем. Eberhard von Kurowski)
- 11 — 15 мая 1944 — генерал-майор Густав Гир (нем. Gustav Gihr)
- 15 мая — июль 1944 — генерал-лейтенант Эберхард фон Куровский (нем. Eberhard von Kurowski)